# Obvious Child
Obvious Child es una película de 2014 escrita y dirigida por Gillian Robespierre. La película es protagonizada por Jenny Slate, Jake Lacy, Gaby Hoffmann y David Cross. Se estrenó en el Festival Internacional de Cine de Sundance y fue elegida por A24 para un estreno en Estados Unidos.
Ganó el Red Crown Producer’s Award en el festival.
En la banda sonora de la película aparece Paul Simon de The Rhythm of the Saints.

## Sinopsis
La película sigue a Donna, una comediante de stand-up, que luego de una noche borracha se entera de que está embarazada y decide abortar.

## Elenco
- Jenny Slate como Donna Stern, una comediante que trabaja en una librería.
- Jake Lacy como Max, el chico con el que se emborracha.
- Gaby Hoffmann como Nellie, la compañera de piso de Donna y la mejor amiga.
- David Cross como Sam, un comediante y amigo de Donna.
- Gabe Liedman como Joey, el amigo gay de Donna y Nellie, que también es comediante.
- Richard Kind como Jacob Stern, el padre de Donna.
- Polly Draper como Nancy Stern, la madre de Donna.
- Paul Briganti como Ryan, el novio de Donna que terminó con ella.
- Cindy Cheung como la Dra. Bernard, una doctora en la Clínica.
- Stephen Singer como Gene, propietario de la librería en donde trabaja Donna.

## Estreno
La película se estrenó el en Festival Internacional de Cine de Sundance el 17 de enero de 2014. Los derechos internacionales fueron hechos por The Exchange.

## Recepción
En Rotten Tomatoes tiene un 90% basado en 144 críticas." En Metacritic tiene un 76 sobre 100, basado en 35 críticas.